# Casa Lac
Casa Lac es uno de los restaurantes más antiguos de España.
Situado en la popular zona del Tubo de Zaragoza, fue fundado en 1825 por la familia Lac, de origen francés. Sus fundadores eran cocineros de la nobleza francesa que habían huido del país a causa de la Revolución Francesa. A su llegada a Zaragoza, abrieron el local que contaba con un establecimiento de pastelería en la planta baja y un restaurante en el primer piso. En 1925 la primera planta fue restaurada dotándola de detalles modernistas. A día de hoy el piso superior de estilo isabelino, sigue conservando lámparas de época. Algunos detalles decorativos destacados son la escalera de hierro forjado, el artesonado de madera y el protagonismo del suelo de parqué con maderas guineanas y canadienses.
En el siglo XXI se acometió una profunda reforma del local que abrió de nuevo sus puertas en 2008 coincidiendo con la celebración de la Expo Internacional en Zaragoza.